# Frederick William Franz
Frederick William Franz (ur. 12 września 1893 w Convington, zm. 22 grudnia 1992, Brooklyn, Nowy Jork) – amerykański działacz religijny, czwarty prezes Towarzystwa Strażnica, członek Ciała Kierowniczego Świadków Jehowy.

## Życiorys
Urodził się w Convington w amerykańskim stanie Kentucky. W 1899 roku jego rodzina przeprowadziła się do Cincinnati. Tam w 1911 ukończył szkołę średnią. Później podjął studia na Uniwersytecie w Cincinnati na wydziale humanistycznym. Chciał zostać kaznodzieją prezbiteriańskim. Uczył się greki w latach 1911–1913. Pod wpływem broszury autorstwa Charlesa T. Russella „Gdzie są umarli” zaczął podawać w wątpliwość prezbiteriańskie tłumaczenie tego zagadnienia. Lektura Wykładów Pisma Świętego spowodowała, że postanowił odejść od kościoła prezbiteriańskiego i zostać członkiem ruchu Badaczy Pisma Świętego.
Został ochrzczony 30 listopada 1913 (lub 5 kwietnia 1914 według niego samego). Kilka miesięcy później opuścił uniwersytet i został kolporterem. W czerwcu 1920 został przyjęty do Betel w Brooklynie. Odbył kilka podróży służbowych by wspierać duchowo współwyznawców w różnych częściach świata. W październiku 1945 został wiceprezesem, a 22 czerwca 1977 prezesem Towarzystwa Strażnica. W 1945 roku został członkiem Ciała Kierowniczego. Jego bratankiem był inny członek Ciała Kierowniczego – Raymond Franz.

## Podróże służbowe
Frederick W. Franz jako prezes Towarzystwa Strażnica wizytował Biura Oddziału oraz brał udział w oddawaniu do użytku nowych Biur. Wygłaszał także przemówienia na kongresach międzynarodowych. Pod koniec listopada 1977 roku brał udział w pierwszej oficjalnej wizycie członków Ciała Kierowniczego w Polsce.